# Puoi fare di meglio
Puoi fare di meglio è il quinto mixtape del rapper italiano Mondo Marcio, pubblicato nel 2011 dalla Mondo Records.

## Descrizione
Composto esclusivamente da brani inediti, il disco è stato realizzato come anticipazione al quinto album in studio Cose dell'altro mondo, uscito l'anno seguente.

## Tracce
1. Intro (Devil'S Speech)
2. Nessuna pietà
3. Non mi basta (feat. Sopreman)
4. Come un pezzo degli Stones (feat. Yevs)
5. Non puoi buttarmi giù (feat. Sopreman)
6. Uno a cento (feat. Ornella)
7. Puoi fare di meglio
8. ShowTime Pt. 2
9. Non dimenticare
10. Continua domani